# Jacobsdraaistel

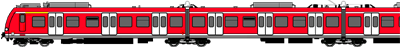
Een DB-treinstel "serie 423" op jacobsdraaistellen

Boven: jacobsdraaistel met gemeenschappelijke bakoplegging.
Onder: rijtuigen met ieder een eigen draaistel.

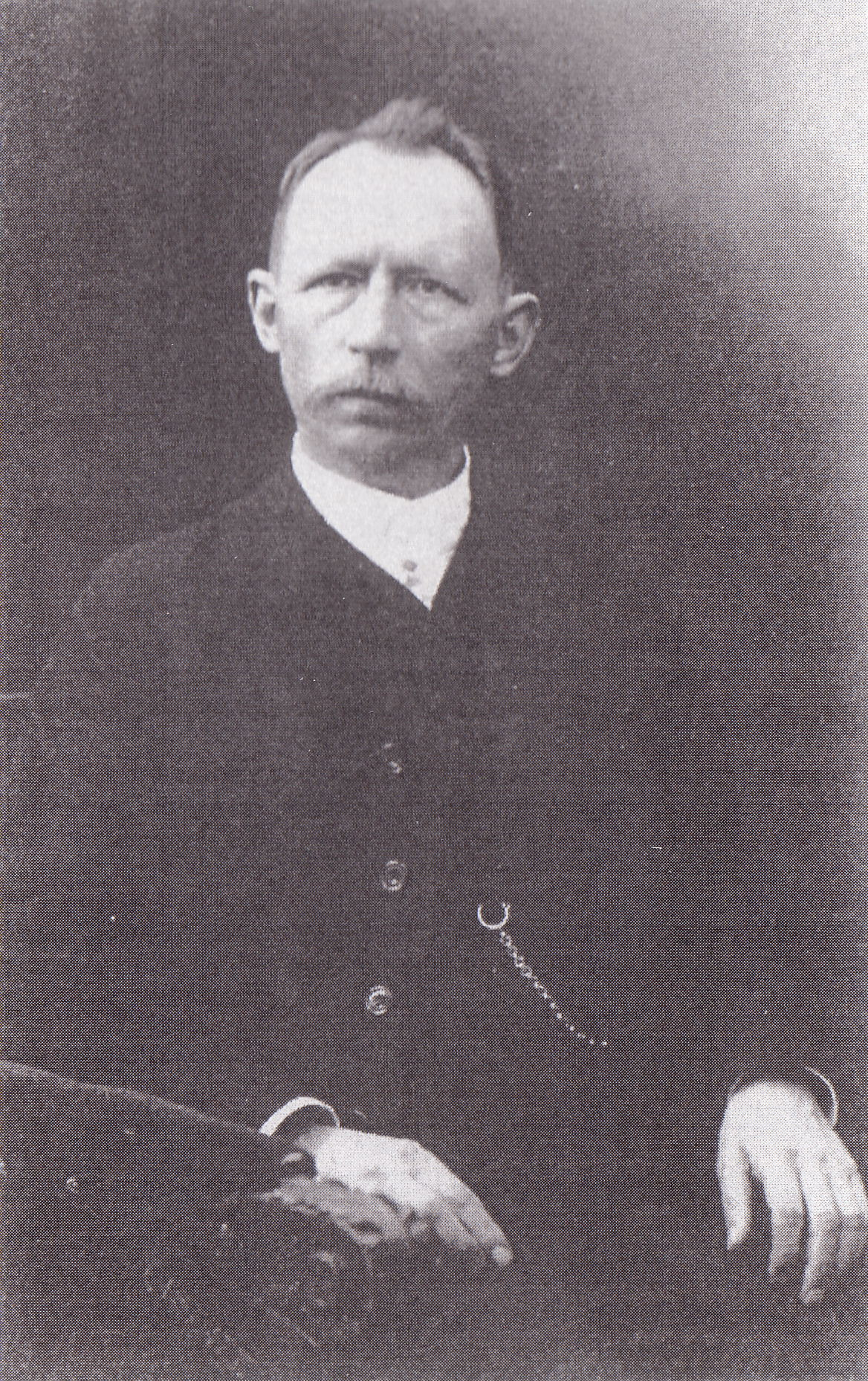
Uitvinder Wilhelm Jakobs (1858-1942).

Jacobsdraaistel is de benaming voor een manier van positionering van een draaistel onder treinstellen en trams. Het is genoemd naar de Duitse spoorwegingenieur Wilhelm Jakobs (1858-1942), die op 8 augustus 1901 octrooi aanvroeg voor deze uitvinding.

## Constructie
Op één gemeenschappelijk jacobsdraaistel rusten de uiteinden van twee rijtuigbakken. Het draaistel bevindt zich onder de koppeling waarmee de beide bakken verbonden zijn. Bij de conventionele constructie heeft elk van beide rijtuigbakken een eigen draaistel.
Voordelen van jacobsdraaistellen zijn:
- de korte overgang tussen de bakken;
- betere loopeigenschappen van de draaistellen
- het geringere treingewicht doordat draaistellen worden uitgespaard;
- beperktere gevolgen van een ontsporing, doordat de bakken aan elkaar blijven hangen via de draaistellen;
- beperking van de geluidsoverlast doordat per trein minder assen op het spoor rijden;
- lagere aanschaf- en onderhoudskosten bij een jacobsdraaistel, doordat er per treinstel minder draaistellen nodig zijn.

Daartegenover staan ook nadelen:
- het is niet eenvoudig om rijtuigbakken aan of af te koppelen - alleen in een werkplaats is afkoppelen mogelijk, als er een nooddraaistel onder de rijtuigbak wordt geschoven;
- rijtuigen kunnen minder lang gemaakt worden, waardoor per rijtuig minder inwendige ruimte beschikbaar is - dit komt doordat aan de buitenkant van bogen de ruimte binnen het omgrenzingsprofiel niet benut kan worden, doordat de overgang tussen de twee rijtuigen precies boven het draaistel en boven het spoor zit;
- in sommige gevallen (zoals bij het Mat '46 van de Nederlandse Spoorwegen) kan de loop van treinstellen onrustig zijn als zijdelingse krachten van de ene rijtuigbak worden overgebracht op de andere.

## Trams
Tot de opkomst van de lagevloertram werden bij gelede trams meestal jacobsdraaistellen gebruikt. Een uitzondering hierop vormt de Škoda 15T.

## Nederlandse en Belgische treinen met jacobsdraaistellen
- Mat '34, Mat '36, Mat '40, Mat '46 (NS)
- Plan X - DE2 (NS)
- Thalys PBA / PBKA (NS en NMBS)
- Eurostar (NMBS)
- LINT (Syntus)
- Talent (DB Regio en PEG in Nederland)
- Sprinter Lighttrain (NS)
- NS FLIRT-3
- R-NET FLIRT-3
- Arriva FLIRT
- Arriva WINK
- Sprinter Nieuwe Generatie (NS)
- Intercity Nieuwe Generatie (NS - vanaf 2021)

## Afbeeldingen

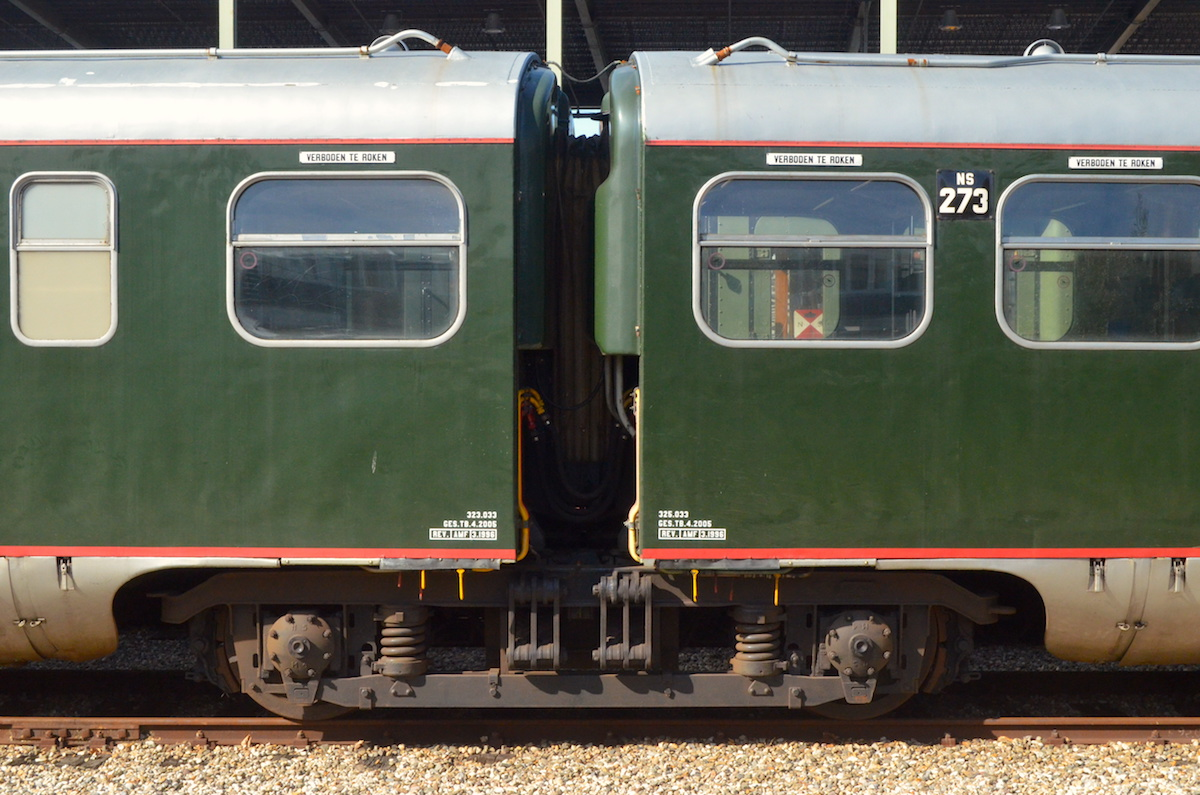
Jacobsdraaistel van treinstel NS 273 (Mat '46) in het Spoorwegmuseum.
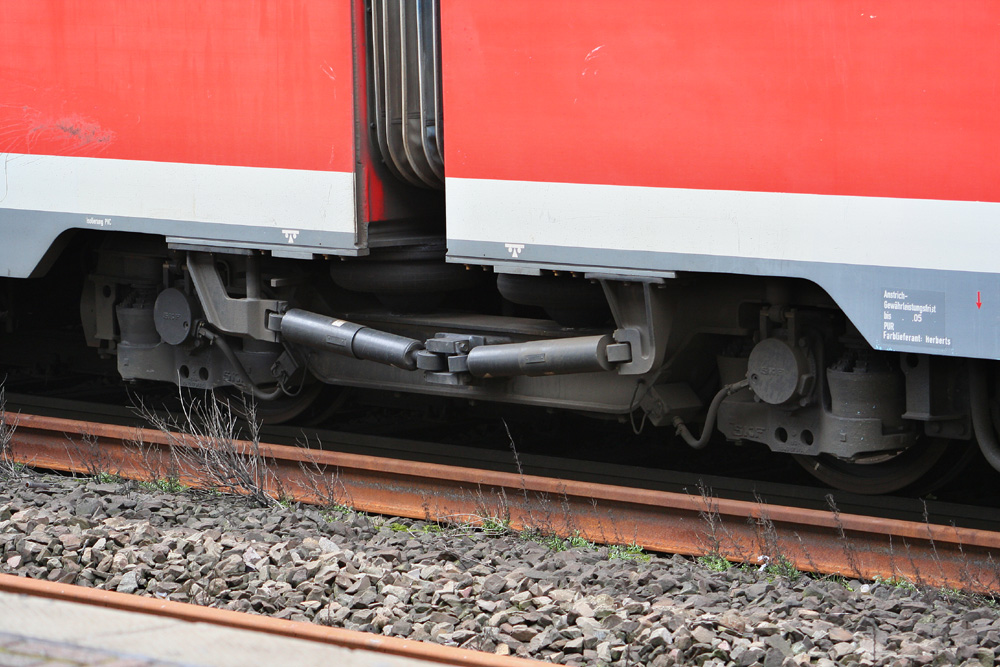
Een jacobsdraaistel onder een Duits treinstel serie 425
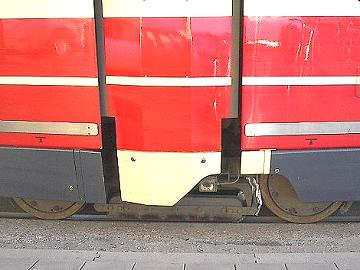
Een jacobsdraaistel onder een Haagse GTL-tram
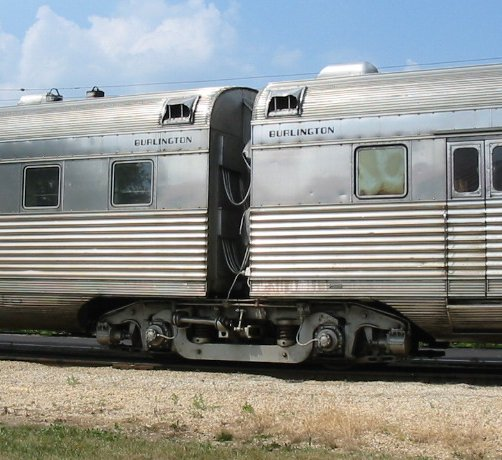
De Nebraska Zephyr, gebouwd in 1936, met jacobsdraaistellen.
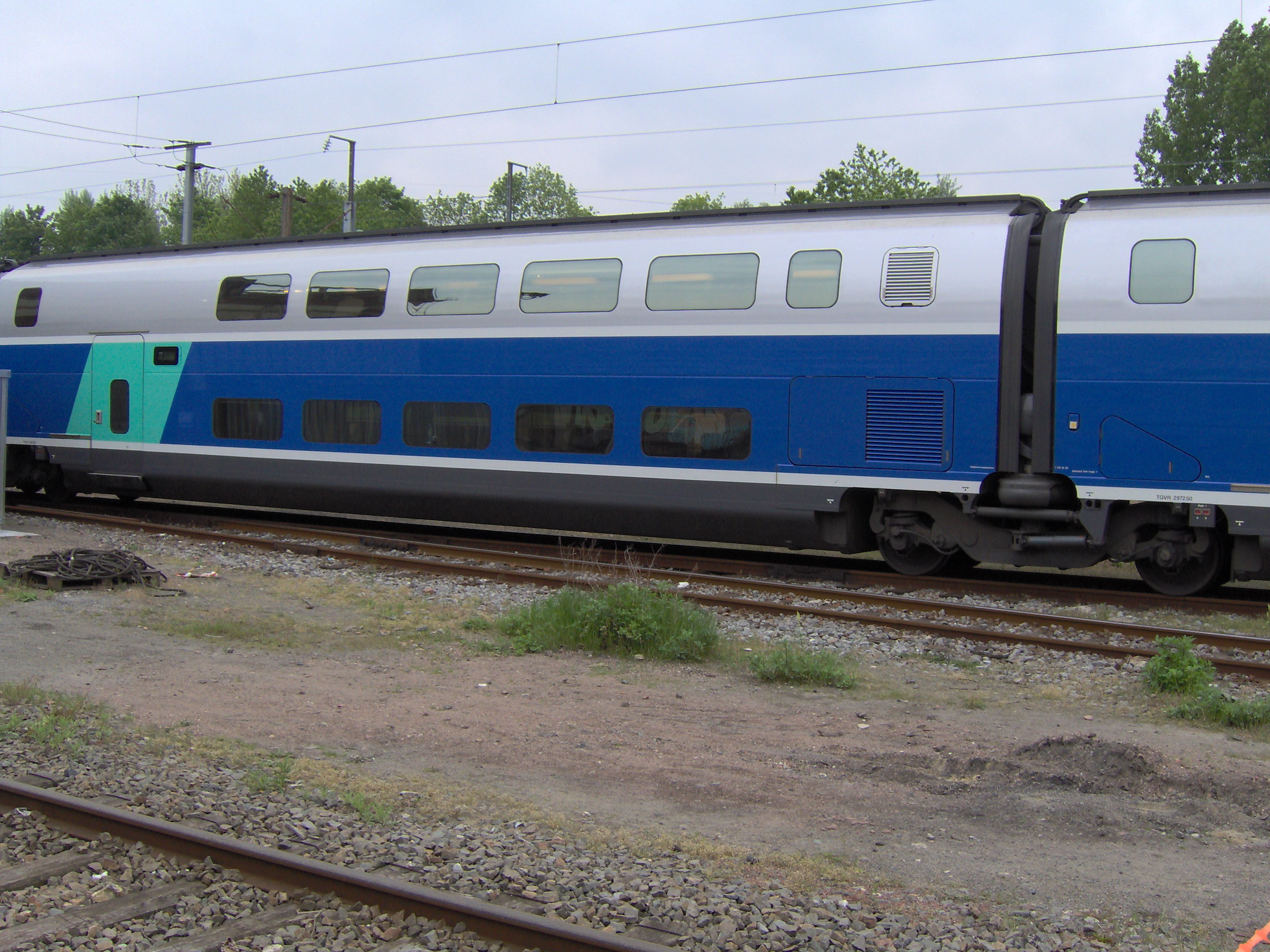
TGV Duplex. De verbinding tussen de rijtuigen voor passagiers loopt over de bovenverdieping.
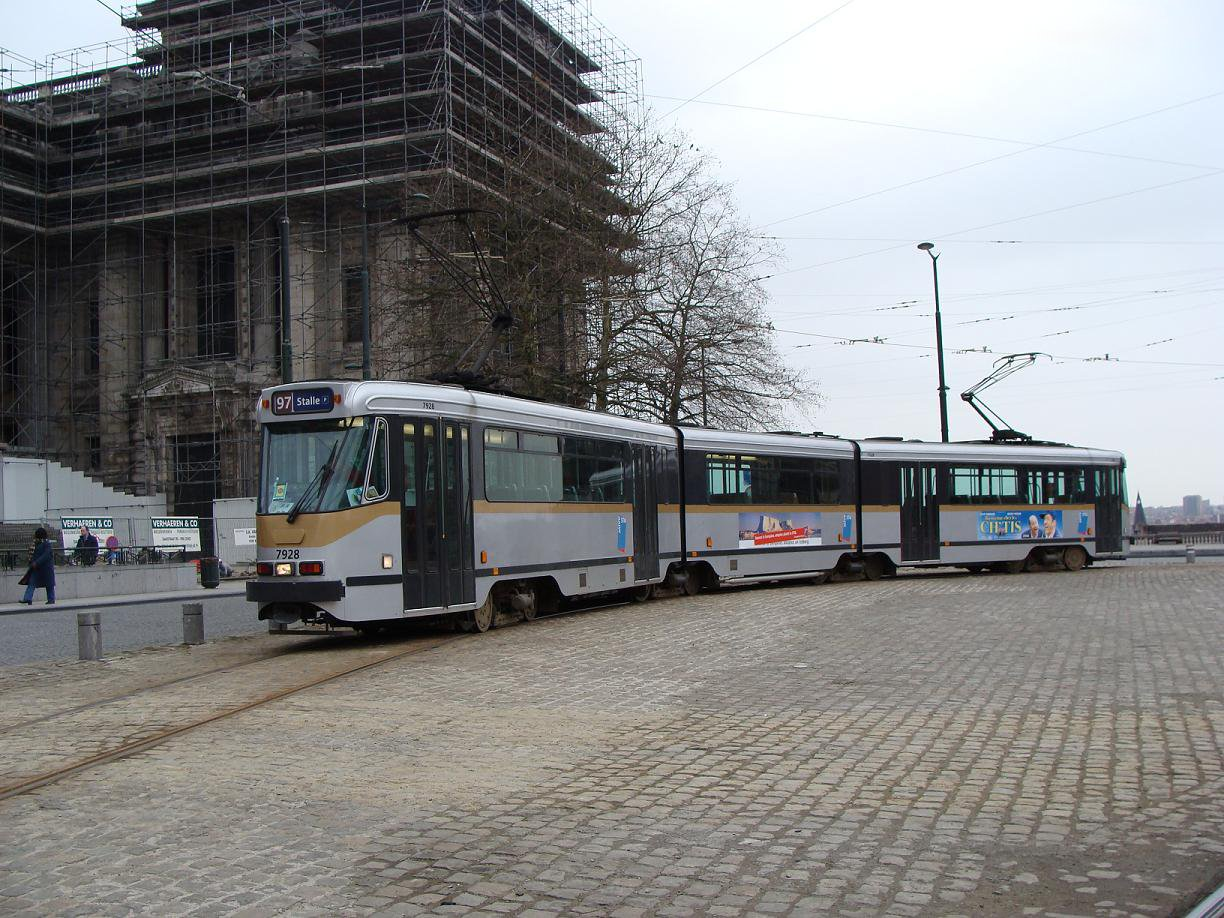
Een Brusselse tram met jacobsdraaistellen.